# Tour Clémentine
La tour Clémentine est située à Monteux, en Vaucluse.

## Histoire
Datant du XIe siècle, la tour Clémentine faisait initialement partie du château de Monteux. Un incendie a ravagé le château du XIVe siècle, dont il ne reste que la tour de nos jours. Elle tient son nom du pape Clément V, premier pape à avoir installé la papauté en Vaucluse, alors Comtat Venaissin, et propriété du saint siège. Le Palais des Papes d'Avignon n'étant pas encore construit, Clément V avait un lieu de résidence itinérant, notamment à la Chapelle Notre-Dame-du-Groseau, à Malaucène, ainsi qu'à Monteux.
L'édifice est classé aux Monuments historiques depuis 1910.

## Description
La tour Clémentine culmine à 28 mètres de haut, pour 8 mètres de large. L'épaisseur de ses murs est de 2 mètres.